# Oh My Ghost
Oh My Ghost er en sydkoreansk tv-drama/serie fra 2015 på 16 episoder. Hovedrollerne spilles af henholdsvis Park Bo-young (Na Bong-sun), Jo Jung-suk (Kang Sun-woo), Lim Ju-hwan (Choi Sung-jae) og Kim Seul-gi (Shin Soon-ae).